# 농어촌 네트워크 싱싱 토요일
농어촌 네트워크 싱싱 토요일은 KBS 1TV에서 매주 토요일 오전 10시에 방송되었던 텔레비전 프로그램이다.

## 기획 의도
전원의 여유를 즐기며 사는 일상을 다룬 텔레비전 프로그램이다.

## 역대 진행자
- 이홍렬, 강수정 (2003년 11월 8일 ~ 2004년 10월 30일)
- 안재환, 김효진 (2004년 11월 6일 ~ 2005년 4월 30일)
- 신영일, 조혜련, 김진, 전제향 (2005년 5월 7일 ~ 2005년 7월 2일)

## 구성
- 꿈을 싣는 농부들
- 계절의 보석
- 귀농, 인생의 2막 행복
- 농촌사랑 운동본부
- 동네방네 싱싱 뉴스

| KBS 1TV 토요일 오전 10시대 프로그램 | KBS 1TV 토요일 오전 10시대 프로그램                | KBS 1TV 토요일 오전 10시대 프로그램       |
| 이전 작품                           | 작품명                                             | 다음 작품                                 |
| ----------------------------------- | -------------------------------------------------- | ----------------------------------------- |
| TV 생활법정 (2002.11.2 ~ 2003.11.1) | 농어촌 네트워크 싱싱 토요일 (2003.11.8 ~ 2005.7.2) | 전국최강 슈팅스타 (2005.7.9 ~ 2005.10.22) |